# Mint River
Mint River (do 25 września 1975 Mint Brook) – rzeka (river) w kanadyjskiej prowincji Nowa Szkocja, w hrabstwie Hants, płynąca najpierw w kierunku południowym, a następnie północno-wschodnim i uchodząca do jeziora Falls Lake; nazwa Mint Brook urzędowo zatwierdzona 2 listopada 1950.